# Akkerklaver
Akkerklaver (Trifolium aureum) is een plant uit de vlinderbloemenfamilie (Leguminosae) die van nature voorkomt in heel Europa, behalve in het noorden. Het plantje komt voornamelijk voor in graslanden, akkers en op rotsige hellingen en is een zon- en zuurminnende plant. De plant lijkt veel op liggende klaver, maar de stengels van akkerklaver zijn steviger en staan rechter overeind.
Het is een 20-40 cm hoge plant, waarvan het blad bestaat uit drie deelblaadjes en de steelblaadjes ongeveer even lang zijn. De bloeitijd is van mei tot in september. Het bloemhoofdje bestaat uit twintig tot vijftig goudgele bloempjes. De vrucht is een eenzadige, 1-2 mm lange en 0,5-1 mm brede peul, die door de wind verspreid wordt.
... · 
T. alpestre (Alpenklaver) · 
T. arvense (Hazenpootje) · 
T. aureum (Akkerklaver) · 
T. campestre (Liggende klaver) · 
T. dubium (Kleine klaver) · 
T. fragiferum (Aardbeiklaver) · 
T. hybridum (Basterdklaver) · 
T. incarnatum (Inkarnaatklaver) · 
T. medium (Bochtige klaver) · 
T. micranthum (Draadklaver) · 
T. ornithopodioides (Vogelpootklaver) · 
T. pratense (Rode klaver) · 
T. repens (Witte klaver) · 
T. resupinatum (Perzische klaver) · 
T. rubens (Purpere klaver) · 
T. scabrum (Ruwe klaver) · 
T. striatum (Gestreepte klaver) · 
T. subterraneum (Onderaardse klaver) · 
...